# Ministerstwo Funduszy i Polityki Regionalnej
Ministerstwo Funduszy i Polityki Regionalnej (MFiPR) – polskie ministerstwo obsługujące ministra właściwego do spraw działu administracji rządowej rozwój regionalny. Ministerstwo powstało 19 listopada 2019 w wyniku przekształcenia Ministerstwa Inwestycji i Rozwoju.
Główna siedziba Ministerstwa Funduszy i Polityki Regionalnej mieści się przy ul. Wspólnej 2/4 w Warszawie.
Ministra Funduszy i Polityki Regionalnej powołano 15 listopada 2019, w dniu powołania drugiego rządu Mateusza Morawieckiego. Ministrem została dotychczasowa podsekretarz stanu w Ministerstwie Inwestycji i Rozwoju Małgorzata Jarosińska-Jedynak.
Ministerstwo powołano 19 listopada 2019 w wyniku przekształcenia Ministerstwa Inwestycji i Rozwoju.
6 października 2020 funkcja ministra funduszy i polityki regionalnej została połączona z ministrem finansów, a nowy minister Tadeusz Kościński został ministrem finansów, funduszy i polityki regionalnej. 26 października 2021 ponownie został przywrócony urząd ministra funduszy i polityki regionalnej.

## Kierownictwo
- Katarzyna Pełczyńska-Nałęcz (PL2050) – minister funduszy i polityki regionalnej od 13 grudnia 2023
- Jan Szyszko (PL2050) – sekretarz stanu od 19 grudnia 2023[7]
- Jacek Karnowski (PO) – sekretarz stanu od 26 czerwca 2024
- Monika Sikora (NL) – podsekretarz stanu od 5 stycznia 2024[8]
- Konrad Wojnarowski (PSL) – podsekretarz stanu od 12 stycznia 2024[9]
- Wojciech Kijowski – dyrektor generalny[10]

## Zadania
Działalność Ministerstwa Funduszy i Polityki Regionalnej obejmuje bardzo szeroki zakres spraw. Ministerstwo odpowiada m.in. za:
- koordynację polityki rozwoju,
- zarządzanie systemem wdrażania Funduszy Europejskich oraz Funduszy Norweskich,
- koordynację prac nad Krajowym Planem Odbudowy,
- monitoring i koordynację wdrażania Strategii na rzecz Odpowiedzialnego Rozwoju,
- wdrażanie programów rozwojowych finansowanych ze środków krajowych i unijnych (Dostępność Plus, Pakiet dla Średnich Miast, Program dla Śląska, Program dla Bieszczad, Mosty dla Regionów),
- organizację Światowego Forum Miejskiego w Katowicach w 2022 roku[11].

## Struktura organizacyjna
W skład ministerstwa wchodzi Gabinet Polityczny Ministra oraz następujące jednostki organizacyjne:
- Departament Budżetu
- Departament Europejskiego Funduszu Społecznego
- Departament Informatyki
- Departament Kontroli
- Departament Koordynacji Krajowego Planu Odbudowy
- Departament Koordynacji Wdrażania Funduszy Unii Europejskiej
- Departament Partnerstwa Publiczno-Prywatnego
- Departament Prawny
- Departament Programów Infrastrukturalnych
- Departament Programów Pomocowych
- Departament Programów Ponadregionalnych
- Departament Programów Regionalnych
- Departament Programów Wsparcia Innowacji i Rozwoju
- Departament Promocji Funduszy Europejskich
- Departament Rozwoju Cyfrowego
- Departament Spraw Europejskich i Współpracy Międzynarodowej
- Departament Strategii
- Departament Współpracy Terytorialnej
- Departament Zgodności Rozliczeń Środków Europejskich
- Biuro Administracyjne
- Biuro Dyrektora Generalnego
- Biuro Komunikacji
- Biuro Ministra
- Biuro Obsługi Pełnomocnika Rządu do spraw polsko-ukraińskiej współpracy rozwojowej
- Biuro Polityki Bezpieczeństwa
- Biuro Zarządzania Zasobami Ludzkimi.

Jednostki organizacyjne podległe:
- Centrum Projektów Europejskich w Warszawie
- Polska Agencja Rozwoju Przedsiębiorczości
- Wydział Polityki Regionalnej i Spójności przy Stałym Przedstawicielstwie Rzeczypospolitej Polskiej Unii Europejskiej w Brukseli.

Jednostki organizacyjne nadzorowane:
- Instytut Rozwoju Miast i Regionów
- Krajowy Zasób Nieruchomości

## Lista Ministrów
| Lp.                                                |  | Zdjęcie | Imię i nazwisko (partia polityczna)                  | Objęcie urzędu | Złożenie urzędu | Długość urzędowania | Rząd                               |
| -------------------------------------------------- |  | ------- | ---------------------------------------------------- | -------------- | --------------- | ------------------- | ---------------------------------- |
| Minister funduszy i polityki regionalnej           |  |         |                                                      |                |                 |                     |                                    |
| 1.                                                 |  |         | Małgorzata Jarosińska-Jedynak (ur. 1979)             | 15 XI 2019     | 6 X 2020        | 326 dni             | Drugi rząd Mateusza Morawieckiego  |
| Minister finansów, funduszy i polityki regionalnej |  |         |                                                      |                |                 |                     | Drugi rząd Mateusza Morawieckiego  |
| 2.                                                 |  |         | Tadeusz Kościński (ur. 1956)                         | 6 X 2020       | 26 X 2021       | 385 dni             | Drugi rząd Mateusza Morawieckiego  |
| Minister funduszy i polityki regionalnej           |  |         |                                                      |                |                 |                     | Drugi rząd Mateusza Morawieckiego  |
| 3.                                                 |  |         | Grzegorz Puda (PiS) (ur. 1982)                       | 26 X 2021      | 27 XI 2023      | 762 dni             | Drugi rząd Mateusza Morawieckiego  |
| (1.)                                               |  |         | Małgorzata Jarosińska-Jedynak (ur. 1979)             | 27 XI 2023     | 13 XII 2023     | 16 dni              | Trzeci rząd Mateusza Morawieckiego |
| 4.                                                 |  |         | Katarzyna Pełczyńska-Nałęcz (Polska 2050) (ur. 1970) | 13 XII 2023    | nadal           | 595 dni             | Trzeci rząd Donalda Tuska          |